# 博奥蒂普拉姆
博奥蒂普拉姆（Boothipuram），是印度泰米尔纳德邦Theni县的一个城镇。总人口9623（2001年）。

## 人口
该地2001年总人口9623人，其中男性4901人，女性4722人；0—6岁人口1112人，其中男614人，女498人；识字率59.53%，其中男性为68.78%，女性为49.94%。